# Jean Clareboudt
Jean Clareboudt, né le 11 mai 1944 à Lyon et mort dans un accident de la route à Istanbul en Turquie le 7 avril 1997, est un artiste français.

## Biographie
Jean Clareboudt a vécu à Paris et au village La Pierre-Percée près du bourg de La Chapelle-Basse-Mer dans l'actuelle commune de Divatte-sur-Loire en Loire-Atlantique.
- 1961-1965 : École des arts appliqués (rue Dupetit-Thouars) de Paris
- 1962 : rencontre avec le sculpteur Robert Jacobsen, auprès duquel il séjourne au Danemark
- 1967 : École nationale supérieure des beaux-arts, atelier Étienne Martin

Son œuvre exprime, à travers un travail sur les matériaux, la nature ou le corps, une recherche sur les tensions, l’énergie.
Il réside à l'Atelier Calder de juillet 1991 à  mars 1992,.

## Œuvres
- Gué 1, 1978, acrylique et encre de Chine sur toile libre, bois de cerisier cordes, 290 × 210 cm (la toile), 280 cm environ (le cerisier tronçonné), musée d'art de Toulon
- Oblique haute, 1991, installation artistique, 11 mètres de haut, Ivry-sur-Seine
- Passage fer, 1992, prêtée par l'Atelier Calder à la ville de Saint-Cyr-sur-Loire depuis 1996 et installée dans le parc de la Perraudière
- Collection Frac Bretagne

## Dernières expositions personnelles
- 1990
  - "Condition 6" Parc du Plateau, Champigny-sur--Marne
- 1991
  - "Sèvres/Baudoin Lebon" Galerie Baudoin Lebon, Paris
  - "Condition 7" installation et dessins, chapelle des Visitandines, Amiens
- 1992
  - "Bronzes, fers, papiers" Galerie Convergence, Nantes. 14 novembre au 10 décembre 1992
- 1993
  - "Passages", sculptures, papiers, Galerie d'Art Contemporain Saint Ravy-Demangel, Montpellier — Anciens entrepôts CASE, Vierzon
  - "Fers, bois, papiers", la Vie des Formes, COMEF, Chalon-sur-Saône
  - Galerie du Vieux Bourbon et Musée Municipal, Église St Nazaire — Parc Puzenat, Bourbon-Lancy
  - "Passages/fer", sculptures, Jardin du Presbytère, Automnales, Mauves-sur-Loire
  - "Sculptures, Études, maquettes, dessins (projets)", école régionale des beaux-arts, Angers
- 1994
  - "L'espace du livre". Éditions à tirage limité, livres uniques, papiers, sculptures. Bibliothèque de Cavaillon.
- 1995
  - "L'espace du livre". Éditions à tirage limité, livres uniques, papiers, sculptures. Cité du Livre, Aix-en-Provence., La Roche s/Yon, Institut Français, Copenhague, Danemark
  - "Sculptures 1985-1995", site de la Villasse, Vaison-la-Romaine
- 1996
  - "Arawak (suite) 1, 2, 3", installation, papiers, cibachromes. I.U.F.M. des Antilles et de la Guyane, Centre de Martinique
  - "Le poids retient le Vide", travaux 1974-1996. Couvent des Cordeliers, Châteauroux, 9 juillet au 1er septembre 1996
  - "L'espace du livre", éditions à tirage limité, livres uniques, papiers, sculpture. Bibliothèques Municipales, Reims, Bibliothèque Municipale St Quentin. Equinoxe la Médiathèque, les Cordeliers, Châteauroux
  - "Sculpture Monumentale d'Hesdin", Jardins d'Hesdin, Jardins d'Eden, exposition au centre d'Art contemporain : Les ecuries d'Hesdin et inauguration de la sculpture conçue pour la Forêt d'Hesdin
  - Galerie Eric Le Gallo - Rouen
- 1997
  - "Voyage Voyages", Arcueil (94), Galerie municipale Julio González
  - "Jean Clareboudt et le Livre", La Médiathèque, Issy-les-Moulineaux
  - Galerie Romagny
- 1999
  - "Hommage à Jean Clareboudt", Galerie Convergence, Nantes